# Белые латиноамериканцы
Бе́лые латиноамерика́нцы (исп. Los blancos, порт. Os brancos) — белые или преимущественно белые жители стран Латинской Америки, имеющие ярко выраженную европеоидную внешность, и происходящие от европейских колонистов конца XV — начала XXI веков. Традиционно занимают высшую ступень латиноамериканской расово-социальной иерархии, хотя в результате процессов массовой метисации границы между расовыми группами в странах Латинской Америки, в отличие от США, очерчены нечётко. Имеет место повышенная расовая и культурная мобильность разных по происхождению групп населения, их активное взаимопроникновение. В целом белые латиноамериканцы составляют по разным оценкам от 30 и 40 % населения всей Латинской Америки по состоянию на начало XXI века, то есть около 190—200 млн чел, что, к примеру, значительно меньше доли белых в населении США (70 %) и Канады (86 %). Тем не менее, отмечаются значительные вариации в процентном отношении белых от одной латиноамериканской страны к другой. В целом преимущественно белыми являются только три страны Латинской Америки — Аргентина, Коста-Рика и Уругвай. В остальных странах, в том числе в Бразилии, белые составляют менее половины всего населения; преобладают смешанные и переходные расы.

## История
Первые европейцы — испанские и португальские конкистадоры, идальго и миссионеры появились в Латинской Америке после Христофора Колумба, исследовавшего регион в 1492 году. Колонии Испании и колонии Португалии образовались и значительно расширили свою территорию и население на протяжении следующих трёх столетий. Первые европейские поселенцы были в основном мужчинами, которые активно вступали в половые контакты с женщинами индейского и африканского происхождения, своими рабынями или наложницами, что быстро привело к преобладанию в современной Латинской Америке метисов, мулатов и других смешанных подтипов (самбо, кабокло, парду и др.). Испанское и португальское правительства начали опасаться окончательной бастардизации белого населения и постепенно инициировали ввоз белых женщин из Европы с которыми белые мужчины заключали официальные браки, продолжая при этом встречаться с рабынями и наложницами (сохраняя институт так наз. пласажа). И всё же дети родившиеся в официальном браке с белой женщиной получали права наследования, а значит и всю полноту власти в колониальных сообществах, но их доля в населении остаётся незначительной до конца XIX века. Позднее, в конце XIX — начале ХХ, в страны Латинской Америки (в первую очередь Бразилию, Аргентину и Уругвай) прибывают массы европейцев. Многие спасаются от военных действий в Европе (мировые и гражданские войны), этнических конфликтов. Часть мигрантов (голондрины) привлекают сюда новые сельскохозяйственные возможности и освоение целины сертана, кампоса и льяноса. Бразилия принимает около 5 млн европейских иммигрантов, Аргентина — около 3-х, Уругвай — около 500 тыс. Основную массу прибывших составляют романские народы: итальянцы, испанцы и португальцы. Но прибывали также и немцы, французы, поляки, евреи, ливанцы, украинцы. Более поздние европейские иммигранты, как правило, оседали в более умеренных широтах (Аргентина, Уругвай, Южная Бразилия), где цветное население было не так многочисленно. Тем не менее, значительная часть белых бразильцев и аргентинцев имеет существенную примесь африканских и индейских генов, количество которых сильно варьирует в зависимости от провинции, города и даже городского микрорайона. Власти латиноамериканских государств долгое время официально поддерживали иммиграцию европейцев для постепенного «отбеливания» преимущественно цветного населения Латинской Америки.

## Географическое распределение
Антропологически наиболее «белыми» (то есть европеоидными) являются современные аргентинцы и уругвайцы, хотя и в их генах также имеется примесь индейской и негритянской крови (5—30 %). Ряд стран Латинской Америки претерпели существенные изменения в своём расовом составе на протяжении XX века. Так, пуэрториканцы после включения в состав США предпочитают регистрировать себя «белыми», а не цветными как ранее в составе Испанской колониальной империи. На Кубе, наоборот, имел место обратный процесс. После прихода к власти Фиделя Кастро значительная часть белых кубинцев, связанных с американским капиталом, эмигрировали в г. Майами. Из-за более низкой рождаемости белых и их эмиграции, доля белых в населении острова снизилась с 65 % в 1960 до около 35 % в настоящее время. До конца XIX Бразилия была преимущественно афро-латинской страной, однако массовая европейская иммиграция в начале XX века подняла долю белого населения до 63 % к началу 1960-х. После этого, экономические проблемы вновь привели к эмиграции белых бразильцев из страны; а метисация и более высокая рождаемость цветного населения вновь привели к росту его доли в общем населении страны. Тем не менее, в абсолютных цифрах количество европеоидов наиболее значительно именно в Бразилии (около 95 млн чел), где они проживают преимущественно в 4 южных штатах.
Доля преимущественно белого населения по стране и его численность:
- Уругвай: 88% (3 млн)
- Аргентина: 86% (40 млн)
- Коста Рика: 82% (3.5 млн)
- Пуэрто-Рико: 80.5% (2.7 млн)
- Чили: 52% (10 млн)
- Бразилия: 47,7% (91 млн за 2010 г.)
- Сальвадор: 43.7% (2.7 млн)
- Куба: 37% (65,1% до 1960-х гг.)
- Венесуэла: 30% (13 млн)
- Парагвай: 30% (2,1 млн)
- Колумбия: 20% (13 млн)
- Никарагуа: 17% (1 млн)
- Эквадор: 10-17% (1 млн)
- Доминиканская республика: 16% (1 млн)
- Мексика: 15% (17 млн)
- Перу: 12% (3 млн)
- Боливия: 12% (1 млн)
- Панама: 12% (500 тысяч)
- Гватемала: 5% (900 тысяч)
- Гондурас: 2% (100 тысяч)